# Bonassola
Bonassola (en lígur: Bonasseua) és un comune (municipi) de la província de La Spezia, a la regió italiana de la Ligúria, situat uns 60 km al sud-est de Gènova i uns 20 km al nord-oest de La Spezia. A 31 de desembre de 2011, la seva població era de 995 habitants i la seva superfície era de 9,3 km².
El municipi de Bonassola conté les frazioni (pobles o llogarets) de Montaretto, Costella, Serra, Scernio i San Giorgio.
Bonassola limita amb els municipis de Framura i Levanto.

## Història
Durant la Segona Guerra Mundial, dues missions nord-americanes de 15 homes, anomenades Operacions Ginny I i II, van intentar aterrar i fer explotar un túnel ferroviari entre Framura i Bonassola. Ambdues missions van fracassar. Els soldats de la segona missió van ser executats per l'exèrcit alemany i enterrats en una fossa comuna.